# Warcisław X
Warcisław X (ur. ok. 1435, zm. 17 grudnia 1478 w Bardzie) – książę bardowski, rugijski i wołogoski. Młodszy syn Warcisława IX i Zofii.

## Życie i panowanie
Po śmierci ojca w 1457 otrzymał dzielnice bardowską i rugijską, zaś po przejęciu przez brata Eryka II władzy w Księstwie Słupskim, odziedziczonym na mocy testamentu Eryka Pomorskiego w 1459, także dzielnicę wołogoską. 
Był dwukrotnie żonaty. Jego pierwszą małżonką była Elżbieta, córka Jana Alchemika, margrabiego brandenburskiego i Barbary saskiej, wdowa po księciu szczecińskim Joachimie Młodszym i matka Ottona III, ostatniego księcia linii szczecińskiej. Małżeństwo to sprawiło, że Warcisław X był krótko opiekunem Ottona III, który jeszcze przed ukończeniem 15. lat przejął sam władzę. Dwaj synowie Warcisława X i Elżbiety, tj. Ertmar i Świętobor zmarli w 1464 podczas tej samej zarazy, w wyniku której zmarł Otton III. Elżbieta została wkrótce porzucona przez męża, z powodu podejmowania politycznych działań na rzecz Brandenburgii, prawdopodobnie w 1465. Po otrzymaniu rozwodu Warcisław poślubił w 1472 Magdalenę, córkę Henryka, księcia meklemburskiego i Małgorzaty brunszwicko–lüneburskiej. To małżeństwo pozostało bezdzietne.
Po śmierci Ottona III wraz z bratem przejął Księstwo Szczecińskie po wojnie z Marchią Brandenburską, za cenę niewielkich strat terytorialnych oraz zwierzchnictwa lennego elektora. Faktycznie władzę w tym księstwie sprawował Eryk II. Po śmierci w 1474 Eryka II współdziałał z bratankiem, Bogusławem X. Prowadził wraz z nim dalsze walki z Brandenburgią, m.in. odzyskał wówczas Gardziec i okoliczne tereny.
Zmarł w Bardzie 17 grudnia 1478. Po jego śmierci władztwo stryja przejął jego bratanek Bogusław X, dokonując zjednoczenia Księstwa Pomorskiego. Warcisława pochowano w klasztorze cysterskim w Neuencamp (Nowopole, obecnie Franzburg).

## Genealogia
| Barnim VI ur. w okr. 1365–1372 zm. 22 lub 23 IX 1405 | Barnim VI ur. w okr. 1365–1372 zm. 22 lub 23 IX 1405 |                                                            |                                                            | Weronika ur. w okr. 1367–1374? zm. 1405 lub przed 22 IX 1408 | Weronika ur. w okr. 1367–1374? zm. 1405 lub przed 22 IX 1408 |  |  | Eryk IV ur. ? zm. 1411 | Eryk IV ur. ? zm. 1411 |                                 |                                 | Zofia brunszwicka ur. ? zm. ? | Zofia brunszwicka ur. ? zm. ? |
|                                                      |                                                      |                                                            |                                                            |                                                              |                                                              |  |  |                        |                        |                                 |                                 |                               |                               |
|                                                      |                                                      |                                                            |                                                            |                                                              |                                                              |  |  |                        |                        |                                 |                                 |                               |                               |
|                                                      |                                                      | Warcisław IX ur. 1395? lub w okr. 1395–1400 zm. 17 IV 1457 | Warcisław IX ur. 1395? lub w okr. 1395–1400 zm. 17 IV 1457 |                                                              |                                                              |  |  |                        |                        | Zofia ur. najwcz. 1374 zm. 1462 | Zofia ur. najwcz. 1374 zm. 1462 |                               |                               |
|                                                      |                                                      |                                                            |                                                            |                                                              |                                                              |  |  |                        |                        |                                 |                                 |                               |                               |
|                                                      |                                                      |                                                            |                                                            |                                                              |                                                              |  |  |                        |                        |                                 |                                 |                               |                               |
|                                                      |                                                      |                                                            |                                                            |                                                              |                                                              |  |  |                        |                        |                                 |                                 |                               |                               |

|                                                   |                                                   | 1 Elżbieta ur. 1425 zm. przed 23 XI 1471? OO przed 5 III 1454 | 1 Elżbieta ur. 1425 zm. przed 23 XI 1471? OO przed 5 III 1454 | Warcisław X (ur. ok. 1435, zm. 17 XII 1478) | Warcisław X (ur. ok. 1435, zm. 17 XII 1478) | 2 Magdalena ur. 1454 zm. 2 IV 1532 OO 26 XI 1475 | 2 Magdalena ur. 1454 zm. 2 IV 1532 OO 26 XI 1475 |  |  |
|                                                   |                                                   |                                                               |                                                               |                                             |                                             |                                                  |                                                  |  |  |
|                                                   |                                                   |                                                               |                                                               |                                             |                                             |                                                  |                                                  |  |  |
|                                                   | 1                                                 |                                                               | 1                                                             |                                             |                                             |                                                  |                                                  |  |  |
| Świętobor ur. na przeł. 1456/1457 zm. po 3 V 1464 | Świętobor ur. na przeł. 1456/1457 zm. po 3 V 1464 | Ertmar ur. ok. 1455 zm. po 3 V 1464                           | Ertmar ur. ok. 1455 zm. po 3 V 1464                           |                                             |                                             |                                                  |                                                  |  |  |

### Opracowania
- Kazimierz Kozłowski, Jerzy Podralski, Gryfici. Książęta Pomorza Zachodniego, Szczecin: Krajowa Agencja Wydawnicza, 1985, ISBN 83-03-00530-8, OCLC 189424372. Brak numerów stron w książce
- Edward Rymar, Rodowód książąt pomorskich, Szczecin: Książnica Pomorska im. Stanisława Staszica, 2005, ISBN 83-87879-50-9, OCLC 69296056. Brak numerów stron w książce
- Szymański J.W., Książęcy ród Gryfitów, Goleniów – Kielce 2006, ISBN 83-7273-224-8.

### Literatura dodatkowa (online)
- Bär M., Wartislav X. (niem.) [w:] NDB, ADB Deutsche Biographie (niem.), [dostęp 2012-06-25].
- Madsen U., Wartislaw X. Herzog von Pommern-Rügen und Barth (niem.), [dostęp 2012-06-25].